# Illyrische oorlogen
De Illyrische oorlogen zijn drie oorlogen gevoerd tussen de Romeinse Republiek en het Koninkrijk Illyrië. De Illyriërs stonden bekend als zeerovers en belemmerden de Romeinse zeehandel in de Adriatische Zee.
De eerste Illyrische oorlog vond plaats van 229 tot 228 v.Chr. De verovering van het eiland Issa door de Illyriërs was voor de Romeinen de druppel. Consul Gnaius Fulvius Centumalus versloeg de vloot van koningin Teuta.
De opvolger van Teuta, Demetrius van Pharos hervatte de zeerooftochten in 220-219 v.Chr. Deze maal was het consul Lucius Aemilius Paulus die de Illyriërs versloeg.
Vijftig jaar later in 168 v.Chr vond de derde Illyrische oorlog plaats. Nadat koning Perseus van Macedonië de Derde Macedonische Oorlog had verloren, zette koning Gentius van Illyrië de strijd verder. Lucius Anicius Gallus klaarde de klus in minder dan dertig dagen. Gentius werd gevangengenomen en meegevoerd naar Rome. Illyrië werd een vazalstaat van Rome.

## Galerij

Rijk van Teuta
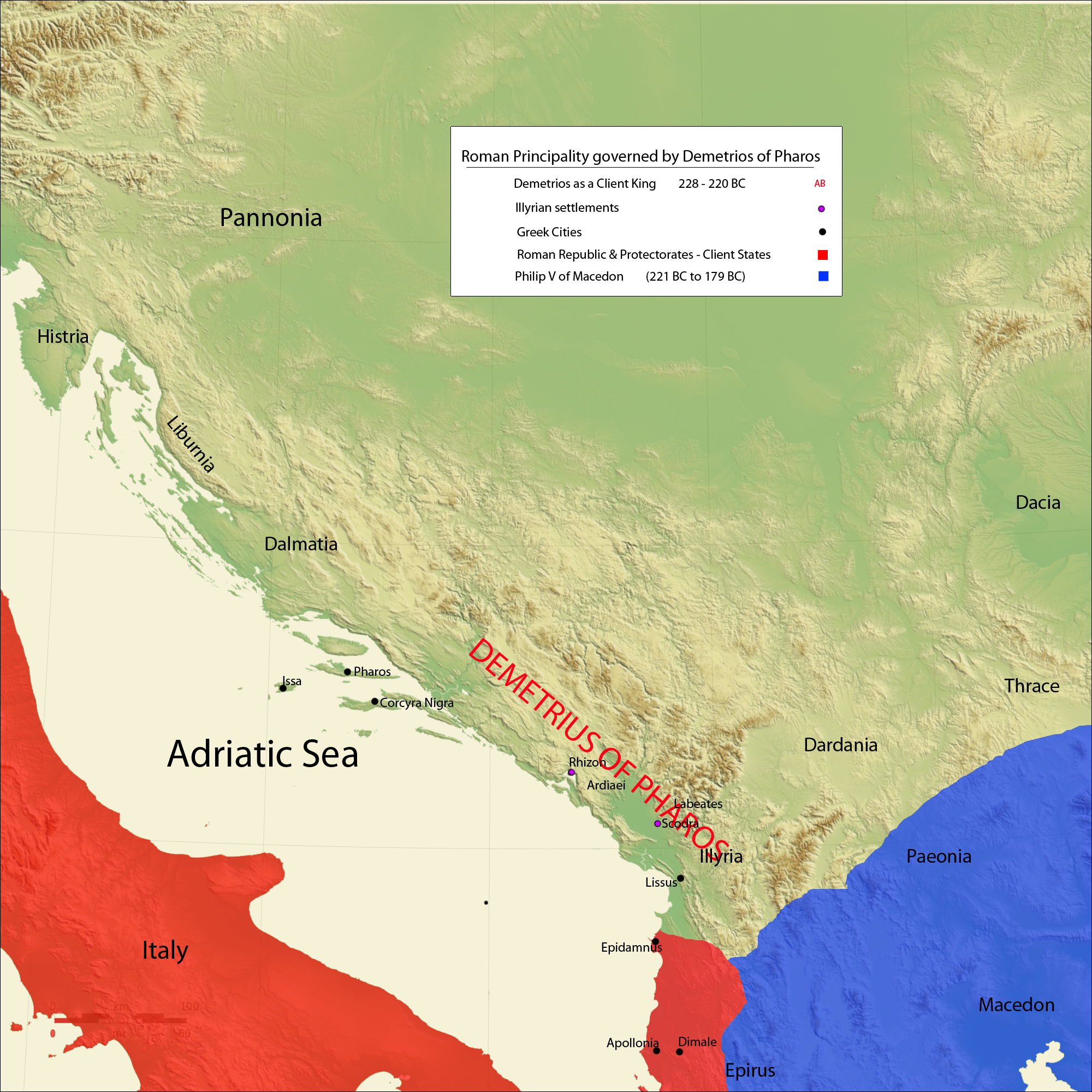
Rijk van Demetrius van Pharos
Rijk van Gentius